# Урядник

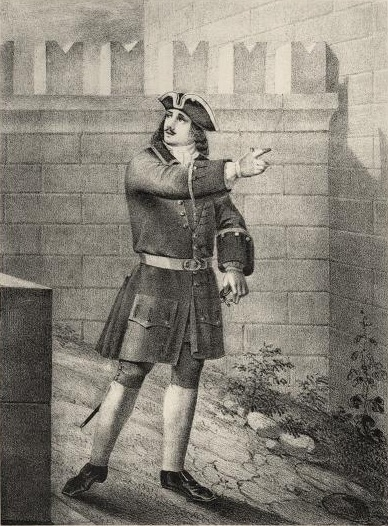
Урядник или унтер-офицер артиллерийского полка с 1720 по 1728 год

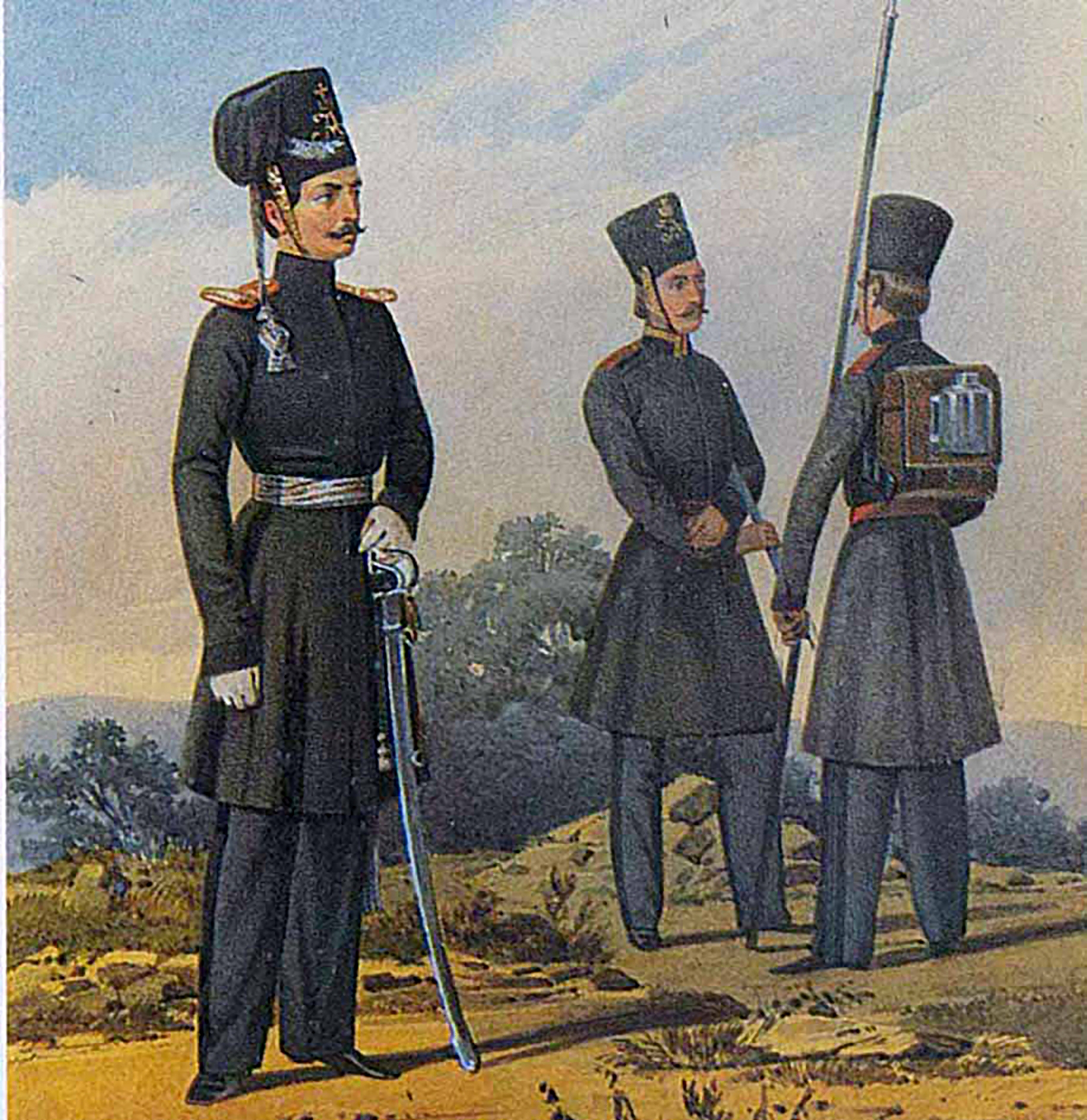
Обер-офицер, урядник и казак 1-го Пешего Казачьего полка Тульского ополчения. 1812 год.

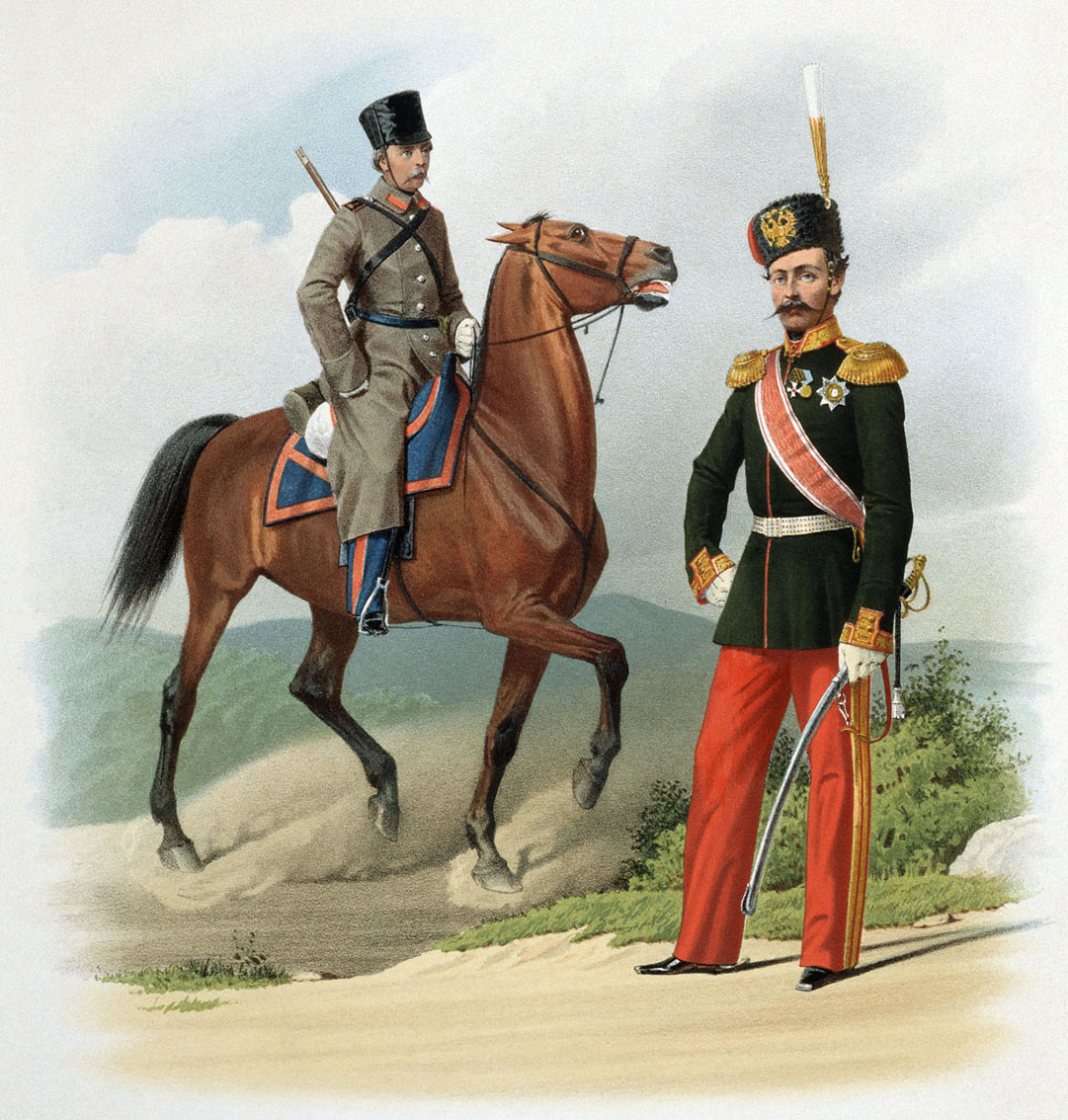
Пиратский К. К., Урядник и Генерал Донского Войска. 1862 год.

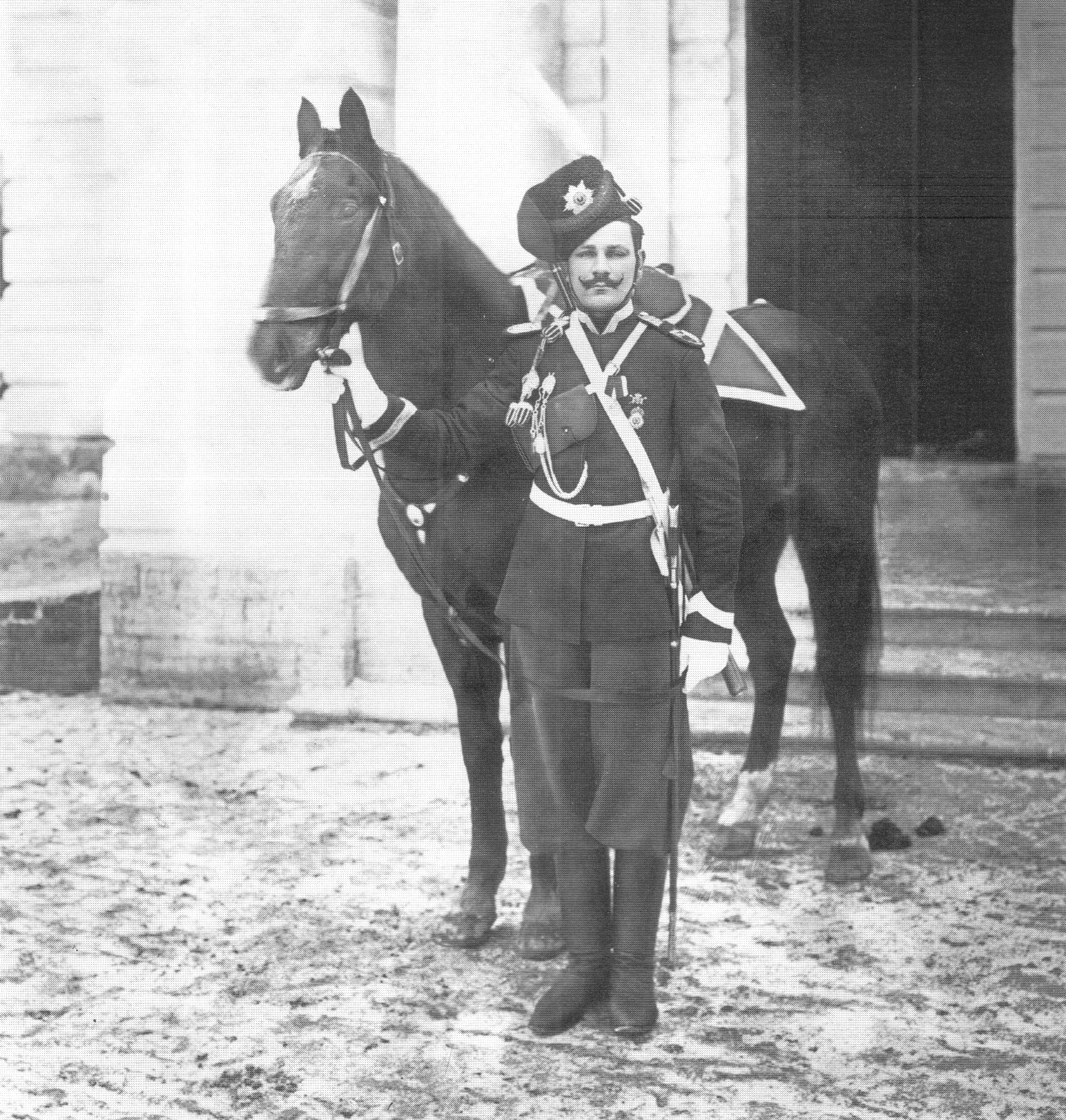
Урядник Сибирской полусотни 3-й сотни лейб-гвардии Сводно-Казачьего полка, Павловск, 1 января 1914 года.

Уря́дник — унтер-офицерский чин в казачьих войсках, Русских гвардии и армии, и на флоте, а также лицо, имевшее такой чин. 
Ранее у малороссийской старшины общее название должностных лиц в Войске Запорожском. Под этим чином в конце XVII и начале XVIII века стали пониматься не только действующие должностные лица, но также все те, кто ранее занимал должность в тех или иных урядах, а также их потомки, получавшие от царской власти имения за службу. 

## Этимология
В старославянском значении — чиновник, должностное лицо.
Урядниками называли квартирмейстеров и других унтер-офицеров на флоте, а также десятников над рабочими. До этого слово урядник также употреблялось в значении устав («Урядник, или новое уложение и устроение чина сокольничья пути», 1668 год).

## История
Престарелых и раненых и увечных офицеров и урядников и солдат пересмотреть в военном приказе и годных разослать по губерниям, а негодных к посылке отослать в Московские богадельни.
— Указ 1710 года (ПСЗРИ, № 2249)
В казачьих войсках звание нижних чинов:
- Старший урядник (старший унтер-офицер) — непосредственный командир взвода.
- Младший урядник (младший унтер-офицер) — его помощник.

Урядники в бывшем лейб-гвардии Кавказском эскадроне Собственного Его Императорского Величества Конвоя и в Дагестанском конном полку носили название векиль.
Также имелся урядник полицейский — нижний чин уездной полиции в России XIX века. Подчинялся становому приставу, осуществлял надзор за действиями сотских и десятских. С 1903 года в новой структуре — уездной полицейской страже — младший командир, имевший в подчинении стражников и старших стражников.